# Film-type Patterned Retarder
Film-type Patterned Retarder (abgekürzt: FPR, LG-Produkt-Marketing: CINEMA 3D) ist die Bezeichnung für eine Technologie der stereoskopischen, digitalen Bildwiedergabe auf Basis von zirkularer Polarisation, die in den 3D-Displays bei Fernsehern und Monitoren des südkoreanischen Unternehmens LG Electronics verwendet wird. Das erste mit CINEMA-3D-Technologie ausgestattete Fernsehgerät wurde weltweit im Mai 2011 auf den Markt gebracht. Zuvor war es nur in vereinzelten Ländern erhältlich.

## Definition
Der Ursprung des Begriffs CINEMA 3D leitet sich ab von in Kinos aufgeführten 3D-Filmen. Dort ist die bei CINEMA 3D verwendete Polarisationstechnik bereits seit einiger Zeit verbreitet. Diese Technik ist auch bekannt als Film-type Pattern Retarder (FPR) bzw. als „passives 3D“ und wurde von LG Display seit 2009 entwickelt, einem Unternehmensbereich innerhalb des LG-Konzerns.

## FPR-Methode
Bei der FPR-Methode stellt das TV-Display das Bild für das linke und das rechte Auge gleichzeitig dar. Die beiden Bilder werden dabei, zumindest bei den heute gängigen Geräten, durch einen Film für zirkulare Polarisation zeilenweise in einander verkämmt. Um die beiden Bilder beim Betrachter, zur Erreichung des Stereo-Eindrucks, wieder trennen zu können, trägt dieser eine zirkular polarisierte Brille, die für das linke und rechte Auge nur die jeweils dafür gedachten Bild-Anteile und allgemeines Licht aus der Umgebung durchlassen soll, während das konträre Bild entfernt wird.
CINEMA 3D soll sich vor allem durch flimmerfreies Betrachten der Bildinhalte auszeichnen, ein Störeffekt, der oft bei der Shuttertechnologie beschrieben wird, mit der ebenfalls stereoskopische Inhalte dargestellt werden. Der Betrachtungswinkel in horizontaler Richtung ist relativ groß. In vertikaler Richtung dagegen ist er eher eng. Durch Drehung des Kopfes vom Betrachter ergibt sich wegen der zirkularen Polarisation kein Effekt auf die Bilder selbst. Allerdings führt eine deutliche Kopfneigung dazu, dass der Mensch die Bilder nicht mehr passend zueinander erkennt und somit der Stereo-Effekt verloren geht.
Mit der FPR-Technologie können Bildschirmtypen wie Plasma, LED-LCD, LCD, OLED oder auch Mobiltelefone ausgerüstet werden, da die Trennung der Bildsignale mit Hilfe einer auf das jeweilige Display aufgetragenen Folie erfolgt.

## Technik

### Beschreibung
Um ein stereoskopisches, dreidimensional erscheinendes Bild bzw. einen Film darzustellen, werden zwei Bilder auf demselben Bildschirm angezeigt, die durch eine kreisförmig in Gegenrichtung angeordnete Polarisation voneinander getrennt sind. Der Betrachter trägt eine Brille, die ebenfalls mit Polarisationsfiltern ausgestattet sind. Licht, dass links drehend polarisiert wurde, wird von dem rechts drehenden Filter verborgen und umgekehrt. Dadurch ist es möglich, zwei verschiedene Bilder gleichzeitig darzustellen und nach Augen getrennt sichtbar zu machen. Beim Betrachter entsteht dann, eine entsprechende Aufnahme der projizierten Bilder vorausgesetzt, ein räumlicher Eindruck. CINEMA 3D kann bei Fernsehern, Monitoren, Laptops, Smartphones und Projektoren angewandt werden.

### Vergleich zur herkömmlichen Technik
Die Möglichkeit, zwei verschiedene Bilder zu sehen, die für einen räumlichen Eindruck beim Betrachter sorgen, wird bereits seit geraumer Zeit durch die sogenannte Shuttertechnik realisiert. Dabei werden in kurzen Zeitabständen zwei verschiedene Bilder einzeln projiziert. Der Betrachter trägt eine Brille, die über mit Hilfe von elektrischen Impulsen gesteuerte, verschließbare Gläser verfügt. Im Wechsel wird bei der Betrachtung des Bildschirms das linke bzw. rechte Auge abgedeckt und damit nur das für das betreffende Auge bestimmte linke bzw. rechte Bild sichtbar gemacht. Durch die Trägheit der optischen Wahrnehmung des menschlichen Auges entsteht beim Betrachter ein räumlicher Bildeindruck. Im Vergleich zur auf Polarisation beruhenden Technik des CINEMA 3D kommt es bei der Shuttertechnik zu Störungen bei der Bildwahrnehmung:
- Blinkeffekt. Da auch andere Lichtquellen in den entsprechenden Frequenzen Licht emittieren, kann es bei der Shuttertechnik zu störenden, Kopfschmerzen auslösenden und die Augen ermüdenden Blinkeffekten kommen. Diese sind bei der Technologie CINEMA 3D auf Grund der Verwendung der Polarisationstechnik ausgeschlossen.
- Bildüberlappung. Trotz Einsatz hochkomplexer Technik beschreiben Nutzer der Shuttertechnologie immer wieder eine Störung des räumlichen Eindrucks durch Bildüberlappung. Dieser Effekt tritt auf, wenn das eine Bild für einen Bruchteil einer Sekunde für das falsche Auge sichtbar ist. Auch dieser negative Effekt tritt wegen grundsätzlich anderer technischer Voraussetzungen bei CINEMA 3D nicht auf.
- Betrachtungswinkel. Der dreidimensionale Effekt tritt bei der Shuttertechnologie nur innerhalb eines definierten Winkels auf, in dem der Betrachter zur Bildachse positioniert ist. Dieser Winkel beträgt etwa 80 Grad. Ein Betrachter, der von der Seite auf einen Bildschirm sieht, sich also außerhalb dieses Winkels befindet, kann keinen räumlichen Bildeindruck erkennen. Bei CINEMA 3D ist dieser Winkel mit etwa 180 Grad wesentlich größer.
- Leuchtdichte. Die LCD-Gläser der Shuttertechnik reduzieren die Leuchtdichte auf etwa 65 cd/m². CINEMA 3D hingegen ermöglicht eine Lichtstärke von etwa 170 cd/m². Dadurch erscheint das Bild kontrastreicher und ermöglicht eine farbgetreuere Wiedergabe.
- Bewegungsunschärfen. Da mit der herkömmlichen Shuttertechnik mit einer Frequenz von 60 Hz Bilder dargestellt werden, kann es bei schnellen Bewegungen innerhalb des Filminhalts zu Unschärfen kommen. Da CINEMA 3D in einer Frequenz von 240 Hz Bilder darstellt, sind Bewegungsunschärfen ausgeschlossen.
- Brillen. Da bei CINEMA 3D die 3D-Brillen ausschließlich aus Polarisationsfiltern bestehen, entfällt eine technisch aufwendige Ausgestaltung wie bei der Shuttertechnik. Die LCDs der Shutterbrille müssen im Takt des Projektionsgerät geschaltet werden. Hierzu wird Strom und Übertragungstechnik benötigt. Daher ist die CINEMA-3D-Brille wesentlich leichter (etwa die Hälfte) und preisgünstiger in der Herstellung (etwa ein Zehntel).
- Bildschirmauflösung. Hier zeigt sich der einzige Nachteil des Verfahrens gegenüber der Shuttertechnik. Da die Pixelzeilen jeweils abwechselnd für das rechte und das linke Auge polarisiert werden, erreichen die Geräte während der Darstellung von 3D-Inhalten nur 540 Zeilen (halbes FullHD) pro Auge. Dadurch kann sich, je nach Betrachtungsabstand, die Bildqualität deutlich verschlechtern.